# 东京地下铁道

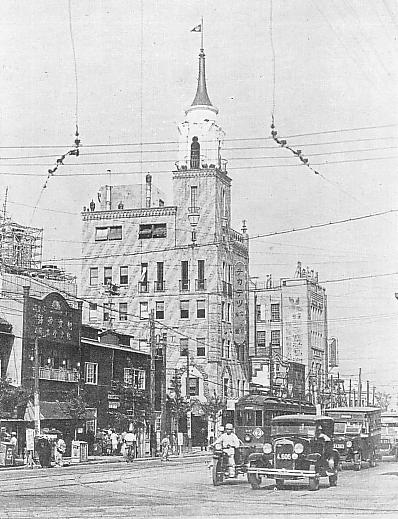
當時東京地下鐵道的大樓

東京地下鐵道株式會社（日语：／ Tōkyō chikatetsudō */?）是過去負責興建現時東京地下鐵銀座線淺草－新橋段工程的公司，同時亦有經營軌道（路面電車、城東軌道線，西武軌道線）與巴士（青巴士，ユーラン巴士）的鐵路公司。
1920年（大正9年）8月由有「地下鐵之父」之稱的早川德次成立。以日本第一條地下鐵路線建設公司而聞名，現時成為東京地下鐵的路線。

## 地下鐵

### 地下鐵路線的延伸
（詳細參見銀座線#沿革）
- 1927年（昭和2年）12月30日：上野－淺草段通車，是亞洲第一條地下鐵。
- 1934年（昭和9年）6月21日：銀座－新橋段通車，全線通車。
- 1939年（昭和14年）9月16日：與東京高速鐵道（日语：東京高速鉄道）澀谷－新橋段的地下鐵開始進行直通運行（現時銀座線的初型。參見銀座線條目）。

### 車輛
- 1000型、1100型（日语：東京地下鉄道1000形電車）
- 1200型

### 關連車輛
- 100型（日语：東京高速鉄道100形電車）（東京高速鐵道的車輛，直通東京地下鐵道）
- 230型（日语：湘南電気鉄道デ1形電車）（京濱電氣鐵道的車輛，考慮到與京濱地下鐵道、東京地下鐵道的直通而設計）

### 設施
- 上野變電站，回轉變流機（交流側457V直流側600V）直流側出力1000KW、常用2、製造所AEG
- 神田變電站，水銀整流器（交流側1100V直流側600V）直流側出力1000KW、常用2、製造所芝浦製作所
- 日本橋變電站，水銀整流器（交流側555V直流側600V）直流側出力1000KW、常用1、製造所芝浦製作所

## 關連項目
- 早川德次（日语：早川徳次 (東京地下鉄道)）
- 五島慶太
- 東京高速鐵道（日语：東京高速鉄道）
- 帝都高速度交通營團（營團地下鐵）
- 東京地下鐵
- 銀座線
- 京濱急行電鐵